# Aleksandr Solonik
Alexander Viktorovič Solonik (in russo Александр Викторович Солоник?, Aleksandr Víktorovič Solónik; Kurgan, 1960 – Atene, 1º febbraio 1997) è stato un mafioso russo.
Soprannominato anche "Alexander il Grande", e "Il Macedone" per la sua abilità di sparare alla maniera macedone, ovvero con due mani.

## Biografia

### Primi anni
Nasce nel 1960 a Kurgan da una famiglia agiata. Presta servizio militare per un'unità speciale del Dipartimento dello Služba vnešnej razvedki, in Germania. Era un grande atleta, soprattutto come wrestler, tiratore sportivo e nella corsa campestre.
Tornato dal servizio militare, si arruola nella scuola di polizia locale e studia per sei mesi. Si sposa e ha una figlia femmina. Lascia gli studi per motivi non noti, ma si sospetta che abbia commesso il suo primo crimine e che le autorità locali abbiano voluto mettere a tacere la storia senza creare scompigli.
Torna alla vita civile, trova lavoro come becchino in un cimitero di Kurgan, si sposa per la seconda volta e ha un figlio maschio. Entrambi i matrimoni hanno vita breve, dato che Solonik è sempre alla ricerca di una nuova ragazza. 

### Carriera criminale
Il primo arresto avviene nel 1987 con l'accusa di stupro, ma non viene dimostrata pienamente la sua colpevolezza. A scopo preventivo viene condannato a otto mesi in una colonia rieducativa. Ma poco dopo la sentenza, mentre è nella sala riunioni con la moglie, rompe una finestra e salta dal secondo piano del palazzo di giustizia, riuscendo a sparire per mesi.
Si reca in Siberia e per non farsi riconoscere, cerca di cancellare i suoi segni distintivi. Entra in un salone di bellezza a Tjumen', si fa cancellare i tatuaggi, ma appena esce viene arrestato dalla polizia locale. Viene portato in una colonia, e quando i detenuti si accorgono che è un poliziotto, lo sfidano ad un combattimento. La lotta è violenta e lunga, ma Solonik ne esce vincitore. 
Si distingue dagli altri detenuti in quanto non fa uso di droghe né fuma, e il suo unico interesse è allenarsi. Viene trasferito in un'altra ala della prigione meno sorvegliata rispetto a quella precedente. 
Nell'aprile del 1990 riesce ad evadere dal carcere da un piccolo buco nella cella, in quanto non era molto alto (167 cm) ed era atletico. Diventa membro della società criminale di Kurgan, e nel luglio del 1990, a Tyumen, uccide il capo di una banda rivale.
Solonik in questo periodo diventa esperto d'armi: può parlarne per ore dimostrando le sue conoscenze, parlando di affidabilità o della velocità di fuoco. Quando si sposta per le sue attività criminali, porta con sé valigie con mitragliatrici, fucili con mirino e pistole. Nei suoi appartamenti la polizia trova un arsenale di armi di vario tipo.
Nel 1991 Solonik si trasferisce a Mosca e inizia una serie di omicidi dove le vittime sono membri importanti di bande rivali o criminali famosi. Nell'inverno del 1992 uccide Viktor Nikiforov, detto Kalina, e sei mesi dopo Valerj Dlugač, soprannominato Globus. La polizia inizialmente non identifica il responsabile di questi delitti, ma sa solo che ad averli commessi è un cecchino. Nel gennaio del 1994 viene ucciso Bobon, ovvero Vladislav Vinner, membro di un'altra banda criminale.
Nella primavera del 1994, Solonik va a parlare con uno dei leader più influenti delle bande criminali di Tjumen', Andrej Rura, detto Mammoth. Cerca di convincerlo a pagare i debiti che aveva con le banche russe, ma il boss rifiuta. Qualche giorno dopo lui ed alcuni membri della sua banda vengono trovati senza vita.
Alexander Solonik è un abile tiratore e lo dimostra in molte occasioni, tra cui al mercato Petrovskj di Mosca nel dicembre del 1994. Viene fermato assieme ad alcuni amici dai poliziotti, che li conducono in caserma. Appena giunti, Solonik estrae l'arma dall'impermeabile e spara a quattro poliziotti, esce dalla stazione di polizia e spara ad altre due guardie. Mentre è in fuga assieme al compagno spara tre colpi ad un agente nascosto dietro un blocco di cemento, e tutti e tre i proiettili finiscono esattamente nello stesso punto. Nell'inseguimento però un colpo sparato dagli agenti gli arriva al rene, lasciandolo seriamente compromesso, e Solonik viene catturato. 
Tornato in carcere, confessa tutti i suoi omicidi su commissione, senza mai rivelare chi fossero i committenti. Porta i poliziotti sui luoghi dei delitti ricostruendo le scene e il modus operandi. I delitti accertati sono circa 30. Rimane in carcere per otto mesi, continua ad allenarsi e a studiare lingue e letteratura. Il 5 luglio del 1995 è il primo detenuto a riuscire a scappare dal Centro di Detenzione 1. Ci sono diverse ipotesi su come sia evaso: calandosi dalle mura con una corda o corrompendo le guardie. Nessuna ipotesi viene mai confermata ufficialmente.

### La morte
Il 1 febbraio del 1997, viene trovato in un bosco della periferia il cadavere di Solonik. Dall'autopsia la causa della morte sembra essere il soffocamento. Vicino viene trovato anche il corpo senza vita della sua amante ventenne, Svetlana Kotova, Miss Russia 1996. Solonik aveva affittato pochi mesi prima della morte alcune ville nella zona di Atene, dove si ritrovava con le amanti. Aveva affittato anche alcuni appartamenti a Mosca per depositare le armi. 